# Mats Lundin
Mats Lundin, född den 18 december 1937 i Sandslån, Ångermanland, är en svensk författare numera bosatt i Östersund. Han är son till författaren Oscar Lundin.